# Tribunal de lo Contencioso Administrativo (Uruguay)
El Tribunal de lo Contencioso Administrativo (TCA) del Uruguay es un órgano jurisdiccional, creado en 1952, ubicado fuera de la estructura de los tres Poderes del Estado e independiente de los mismos, que de acuerdo al artículo 309 de la Constitución conoce "de las demandas de nulidad de actos administrativos definitivos, cumplidos por la Administración, en el ejercicio de sus funciones, contrarios a una regla de derecho o con desviación de poder".

## Evolución histórica
La existencia de este tribunal, inspirado en el Consejo de Estado francés, fue prevista por primera vez en la Constitución de 1934, encomendándose a la ley su creación. Sin embargo, dicha ley nunca fue dictada, por lo que el TCA recién comenzó a funcionar cuando la Constitución de 1952 lo creó directamente.
Bajo dicha Constitución la competencia del TCA comprendía los actos administrativos definitivos dictados por la Administración (entendiéndose por tal el Poder Ejecutivo) los Gobiernos Departamentales, los Entes Autónomos y los Servicios Descentralizados. La Constitución de 1967 incluyó además los actos dictados por "los demás órganos del Estado", es decir, los Poderes Judicial y Legislativo, la Corte Electoral, el Tribunal de Cuentas y el propio TCA.

## Regulación constitucional y legal
Se encuentra previsto por la Sección XVII de la Constitución, que comprende los artículos 307 a 321 de la misma. A nivel legal su actuación está regulada por su Ley Orgánica, que es el Decreto-Ley N.º 15.524 del año 1984, con algunas modificaciones establecidas por leyes posteriores, en particular por la Ley N.º 15.869 del año 1987.

## Estructura
El Tribunal se compone de cinco miembros. El artículo 308 de la Constitución se remite a las normas establecidas para los miembros de la Suprema Corte de Justicia en cuanto a los requisitos para integrar el órgano, la forma de designación y la duración del cargo.
Es decir que para integrar el TCA se requiere tener 40 años de edad, ciudadanía natural en ejercicio o legal con 10 años de ejercicio y 25 años de residencia en el país, y ser abogado con 10 años de antigüedad o haber ejercido en tal calidad como magistrado judicial o del Ministerio Público durante 8 años. En principio, los miembros del TCA son designados por la Asamblea General (Poder Legislativo) por dos tercios de votos del total de componentes de la misma. Si no se realiza esta designación en el término de 90 días desde que se produce la vacante, queda automáticamente designado el ministro más antiguo de los Tribunales de Apelaciones del Poder Judicial. Cada miembro dura en principio 10 años en su cargo, pero cesa antes si llega a la edad de 70 años.
El Tribunal de lo Contencioso Administrativo es el máximo tribunal en el ámbito de la justicia administrativa. Debajo de esta, existen dos Juzgados Letrados de lo Contencioso Anulatorio, creadas por la ley n.° 20212 de 2023 de Rendición de cuentas en virtud de la autorización otorgada por el artículo 320 de la Constitución. Desde la creación del TCA y hasta antes de esta ley, el TCA era el único tribunal en la jurisdicción contencioso administrativa y actuaba en única instancia.

## Funcionamiento
La acción de nulidad ante el TCA solo puede interponerse por el titular de un derecho subjetivo o de un interés directo, personal y legítimo violado o lesionado por el acto administrativo. Previamente a la interposición de tal acción el interesado debe agotar la vía administrativa mediante la interposición y resolución expresa o ficta de los recursos administrativos que en cada caso correspondan (previstos en los artículos 317 a 319 de la Constitución). La acción anulatoria debe ser interpuesta, so pena de caducidad, dentro de los 60 días posteriores al agotamiento de la vía administrativa.
El TCA solo puede anular el acto o confirmarlo, no pudiendo modificarlo (no se trata de un contencioso administrativo de plena jurisdicción). Para anular el acto administrativo por lesión de un derecho subjetivo basta con la mayoría de votos, en tanto que en los demás casos se requieren cuatro votos conformes. El artículo 311 de la Constitución prevé que cuando el Tribunal declara la nulidad del acto en interés de la regla de derecho o de la buena administración, el fallo producirá efectos generales y absolutos (siendo este el único caso de sentencia jurisdiccional con tales efectos en el derecho uruguayo). El TCA ha utilizado en muy raras ocasiones este mecanismo, la primera de ellas recién en el año 1991, casi 40 años después de su creación.

## Relaciones con el contencioso administrativo de reparación
El TCA solo tiene competencia para la anulación de actos administrativos, no para la reparación de los daños y perjuicios causados por los mismos. Esto último es de competencia de los órganos del Poder Judicial. El artículo 313 de la Constitución prevé que la ley puede, por mayoría especial, ampliar la competencia del TCA incluyendo en la misma el contencioso de reparación; pero tal ley no ha sido dictada, por lo que dicha competencia continúa perteneciendo al Poder Judicial.
Hasta la reforma constitucional del año 1997, existían discrepancias sobre si el afectado por el acto administrativo debía necesariamente o no obtener primero la anulación del acto por el TCA para recién luego promover la acción de reparación ante la Justicia ordinaria, o si era libre de optar por una u otra vía según su interés. Aunque en la doctrina se sostenían ambas opiniones, la jurisprudencia casi unánimemente se afiliaba a la tesis de la prejudicialidad de la acción anulatoria respecto de la reparatoria.
La reforma de 1997 separó expresamente ambas acciones, por lo que el interesado puede optar indistintamente por cualquiera de ellas. Si opta por la reparación ante el Poder Judicial, ya no puede intentar posteriormente la anulación; si opta por esta última, solo puede luego acudir a la vía reparatoria si obtiene la anulación del acto por el TCA (así como también, en los casos en que se requieren cuatro votos para la anulación del acto, cuando tal mayoría no se alcanza pero tres votos declaran suficientemente justificada la causal de nulidad invocada y reservan al accionante la acción de reparación).

## Otras competencias del TCA
De acuerdo al artículo 313 de la Constitución, el TCA tiene también competencia para resolver contiendas interorgánicas (suscitadas entre el Poder Ejecutivo, los Gobiernos Departamentales, Entes Autónomos y Servicios Descentralizados), así como también contiendas intraorgánicas (entre miembros de las Juntas Departamentales, Directorios o Consejos de los Entes Autónomos y Servicios Descentralizados). El sometimiento de este tipo de controversias al TCA ha sido poco frecuente.

## El procurador del Estado en lo Contencioso Administrativo
Los artículos 314 y 315 de la Constitución prevén la existencia de un procurador del Estado en lo Contencioso Administrativo, designado por el Poder Ejecutivo, con los mismos requisitos personales para desempeñar el cargo y duración en el mismo que los miembros del TCA, que cumple el rol de Ministerio Público en los asuntos sometidos a la resolución del Tribunal. Debe ser necesariamente oído antes de la resolución de los mismos, y debe emitir su dictamen con independencia, en forma imparcial.
En los casos de demanda por nulidad de actos administrativos -una vez agotada la vía administrativa- se dará vista al procurador del Estado en lo Contencioso Administrativo en dos momentos del proceso de anulación:
-cuando el demandado opone excepciones en el plazo de 9 días perentorios que se abren una vez presentada la demanda de anulación, se da traslado de dicha actuación al demandado, se abre el proceso a prueba y viene la etapa de los alegatos (seis días para actor y seis días para demandado); una vez pasada esta etapa probatoria, se dará vista al procurador por un plazo de 90 días para que formule su opinión sobre si proceden las excepciones o no.
-una vez producidos los alegatos en el proceso de anulación del acto (no en el incidente donde se opusieron excepciones, que es la hipótesis planteada anteriormente) también se dará vista por un plazo de 90 días al procurador para que se expida sobre el asunto. Debemos señalar que su opinión no es vinculante respecto de los ministros del TCA.

## Miembros del Tribunal de lo Contencioso Administrativo desde 1952 hasta la actualidad
| Nombre                    | Período   | Nombre                         | Período   | Nombre               | Período   |
| ------------------------- | --------- | ------------------------------ | --------- | -------------------- | --------- |
| Fermín Garicoits          | 1952-1957 | José Roberto Figueroa Martínez | 1985-1988 | José Echeveste       | 2014-2020 |
| Carlos María Larghero     | 1952-1957 | Luis Torello                   | 1985-1991 | Alicia Castro Rivera | 2015-2018 |
| Eliseo Bordoni Posse      | 1952-1962 | Luis Alberto Galagorri         | 1985-1995 | Eduardo Vázquez Cruz | 2016-2022 |
| Roberto Zubillaga         | 1952-1962 | Manuel Díaz Romeu              | 1985-1995 | William Corujo       | 2018-     |
| Raúl Moretti              | 1952-1962 | Amelia Pereira de Balestrino   | 1988-1995 | Selva Klett          | 2018-     |
| Alberto Sánchez Rogé      | 1962-1964 | Mireya Martínez de Atanasiú    | 1991-1992 | Nilza Salvo          | 2020-2023 |
| José María Piñeyro        | 1962-1966 | Waldemar Burella               | 1991-1999 | Luis Simón           | 2021-2024 |
| Carlos Durán Rubio        | 1962-1968 | María Inés Varela de Motta     | 1992-1996 | José Balcaldi        | 2023-     |
| José María França         | 1962-1971 | Juan Almirati Cacheiro         | 1995-1996 | Rosina Rossi         | 2023-     |
| Juan Carlos Nario         | 1962-1972 | Manuel Mercant                 | 1995-2005 | Ángel Cal            | 2024-     |
| Gualberto Pi              | 1964-1974 | José Baldi                     | 1995-2005 |                      |           |
| Horacio Hughes            | 1967-1977 | Víctor Bermúdez                | 1996-2003 |                      |           |
| Carlos Fleurquin Narbondo | 1968-1977 | Julio César Panizza            | 1996-1997 |                      |           |
| Arturo Figueredo          | 1972-1977 | Irma Alonso                    | 1997-1999 |                      |           |
| Gilberto Echeverry        | 1972-1977 | Eduardo Brito del Pino Pocey   | 1999-2005 |                      |           |
| Miguel Fernández Viqueira | 1974-1981 | Julio César Borges             | 2000-2001 |                      |           |
| Alberto Reyes Terra       | 1977-1982 | Carlos Rochón                  | 2001-2008 |                      |           |
| Ramiro López Rivas        | 1977-1978 | Marta Battistella              | 2003-2008 |                      |           |
| César Canessa             | 1977-1984 | Eduardo Lombardi               | 2005-2011 |                      |           |
| Carlos Maestro Toletti    | 1977-1985 | Dardo Preza                    | 2005-2014 |                      |           |
| Hilda Moltedo de Espínola | 1979-1984 | Ricardo Harriague              | 2005-2015 |                      |           |
| Francisco D'Angelo        | 1981-1985 | Mariela Sassón                 | 2008-2015 |                      |           |
| Orlando Olmedo            | 1982-1985 | Jaime Monserrat                | 2008-2011 |                      |           |
| Héctor Clavijo            | 1984-1985 | Alfredo Gómez Tedeschi         | 2012-2021 |                      |           |
| José Julio Folle          | 1984-1991 | Juan Pedro Tobía               | 2012-2018 |                      |           |

## Procuradores del Estado en lo Contencioso Administrativo desde 1952 hasta la actualidad
| Nombre                            | Período   |
| --------------------------------- | --------- |
| Juan Carlos Imhof                 | 1952-1962 |
| Atilio Renzi Segura               | 1962-1969 |
| José Roberto Figueroa Martínez    | 1969-1979 |
| Juan Carlos Gambarotta (interino) | 1979      |
| Federico Capurro Calamet          | 1979-1980 |
| Roberto L. Zito                   | 1980-1989 |
| Mariano Brito                     | 1989-1990 |
| Juan Carlos Gambarotta (interino) | 1990-1992 |
| Alfredo Gómez Haedo (interino)    | 1992-1994 |
| Eduardo Piaggio Soto              | 1994-1999 |
| Miguel Langón                     | 1999-2009 |
| Gualberto Pérez Riestra           | 2009-2011 |
| Rafael Ubiría                     | 2012-2012 |
| Sandra Boragno                    | 2022-     |